# Бордесхолм
Бордесхолм (њем. Bordesholm) општина је у њемачкој савезној држави Шлезвиг-Холштајн. Једно је од 165 општинских средишта округа Рендсбург. Према процјени из 2010. у општини је живјело 7.504 становника. Посједује регионалну шифру (AGS) 1058022.

## Географски и демографски подаци
Бордесхолм се налази у савезној држави Шлезвиг-Холштајн у округу Рендсбург. Општина се налази на надморској висини од 32 метра. Површина општине износи 10,2 km². У самом мјесту је, према процјени из 2010. године, живјело 7.504 становника. Просјечна густина становништва износи 739 становника/km².

## Међународна сарадња
| Мјесто | Држава   | Врста сарадње | Од    |
| ------ | -------- | ------------- | ----- |
| Кекава | Летонија | партнерство   | 1993. |
| Извор  |          |               |       |